# ドイツの連邦行政機関
本項目ではドイツ連邦共和国の中央行政機関について記述する。
ドイツの連邦行政機関はドイツ連邦共和国基本法第86条（Art 86）に基づき運営されている。これらの行政機関の最も上位には最高連邦機関が、その下には連邦庁等をはじめとする中級および下級の行政機関が設けられている。

## 最高連邦機関
最高位にある最高連邦機関の下には78個の下級機関（例として連邦雇用庁）、23個の公法財団（Stiftungen des öffentlichen Rechts）が（例としてプロイセン文化財財団）、そして35個の機関（例として復興住宅金融公庫）が属している。原則として監督には法的監督（Rechtsaufsicht）と専門監督（Fachaufsicht）が含まれる。法的監督については幾つかの事例ごとに地方自治体による条例上の監督に制限される。
以下は連邦の最高機関を構成している。
- 連邦大統領府（ドイツ語版）
- ドイツ連邦議会議長
- 連邦参議院事務局
- 連邦憲法裁判所
- 連邦会計検査院（ドイツ語版）
- 連邦首相府
- 文化・メディア連邦政府委員（ドイツ語版）
- 連邦政府報道情報局（ドイツ語版）
  - 外務省
  - 連邦財務省
  - 連邦司法省
  - 連邦国防省
  - 連邦内務・国土省
  - 連邦労働・社会省（ドイツ語版）
  - 連邦教育・研究省（ドイツ語版）
  - 連邦食糧・農業省
  - 連邦家庭・高齢者・女性・青少年省（ドイツ語版）
  - 連邦保健省（ドイツ語版）
  - 連邦環境・自然保護・原子力安全省
  - 連邦デジタル・交通省（ドイツ語版）
  - 連邦経済開発協力省（ドイツ語版、英語版）
  - Africa Cloud
  - 連邦経済・気候保護省
- ドイツ連邦銀行本店

## 連邦庁、連邦中級機関
連邦中級機関は最高連邦機関の直下に設けられている。しかし、例外的に幾つかの連邦庁は管轄省から半ば独立した組織も存在している。これらの例として税務連邦中央機関、連邦管理庁、連邦保険庁、連邦情報局、連邦憲法擁護庁、連邦ネットワーク庁、ドイツ特許商標庁そして連邦市民防護・災害救援庁がある。
より単純な連邦庁には連邦言語庁、連邦警察本部、連邦軍基盤施設・環境保護・役務連邦庁および連邦軍人事管理連邦庁などがある。
| 略称     | 名称 | 主務連邦省                       | 所在地                                                                                              |
| -------- | --- | -------------------------------- | --------------------------------------------------------------------------------------------------- |
| BAA      | 連邦補償庁 de:Bundesausgleichsamt | 連邦財務省                       | ヘッセン州、バート・ホンブルク・フォア・デア・へーエ                                                |
| BAFA     | 連邦経済・輸出管理庁 de:Bundesamt für Wirtschaft und Ausfuhrkontrolle | 連邦経済エネルギー省             | ヘッセン州、エシュボルン                                                                            |
| BAG      | 連邦貨物輸送庁 de:Bundesamt für Güterverkehr | 連邦交通・建設・都市開発省       | ノルトライン＝ヴェストファーレン州、ケルン                                                          |
| BAIUDBw  | 連邦軍基盤施設・環境保護・役務連邦庁 de:Bundesamt für Infrastruktur, Umweltschutz und Dienstleistungen der Bundeswehr | 連邦国防省                       | ノルトライン＝ヴェストファーレン州、ボン                                                            |
| BAMF     | 連邦移民・難民庁 de:Bundesamt für Migration und Flüchtlinge | 連邦内務省                       | バイエルン州、ニュルンベルク                                                                        |
| BArch    | 連邦公文書館 Bundesarchiv | 文化・メディア連邦政府委員会     | ラインラント＝プファルツ州、コブレンツ                                                              |
| BADV     | 中央役務・未解決財産問題連邦庁 de:Bundesamt für zentrale Dienste und offene Vermögensfragen | 連邦財務省                       | ベルリン                                                                                            |
| BAFzA    | 連邦家庭・市民社会任務庁 de:Bundesamt für Familie und zivilgesellschaftliche Aufgaben | 連邦家庭・高齢者・女性・青少年省 | ノルトライン＝ヴェストファーレン州、ケルン ローデンキルヒェン区ツォルシュトック                     |
| BAPersBw | 連邦軍人事管理連邦庁 de:Bundesamt für das Personalmanagement der Bundeswehr | 連邦国防省                       | ノルトライン＝ヴェストファーレン州、ケルン                                                          |
| BBK      | 連邦市民防護・災害救援庁 de:Bundesamt für Bevölkerungsschutz und Katastrophenhilfe | 連邦内務省                       | ノルトライン＝ヴェストファーレン州、ボン レンクスドルフ                                             |
| BBR      | 連邦建設・国土庁 de:Bundesamt für Bauwesen und Raumordnung | 連邦交通・建設・都市開発省       | ノルトライン＝ヴェストファーレン州、ボン メーレム                                                   |
| BeschA   | 連邦内務省調達庁 de:Beschaffungsamt des BMI | 連邦内務省                       | ノルトライン＝ヴェストファーレン州、ボン                                                            |
| BFB      | 蒸留酒連邦専売局 de:Bundesmonopolverwaltung für Branntwein | 連邦財務省                       | ヘッセン州、オッフェンバッハ・アム・マイン                                                          |
| BFN      | 連邦自然保護庁 de:Bundesamt für Naturschutz | 連邦環境・自然保護・原子力安全省 | ノルトライン＝ヴェストファーレン州、ボン                                                            |
| BFS      | 連邦放射線防護庁 de:Bundesamt für Strahlenschutz | 連邦環境・自然保護・原子力安全省 | ニーダーザクセン州、ザルツギッター                                                                  |
| BFU      | 連邦航空機事故調査局 de:Bundesstelle für Flugunfalluntersuchung | 連邦交通・建設・都市開発省       | ニーダーザクセン州、ブラウンシュヴァイク                                                            |
| BAF      | 航空安全連邦監督庁 de:Bundesaufsichtsamt für Flugsicherung | 連邦交通・建設・都市開発省       | ヘッセン州、ランゲン                                                                                |
| BfV      | 連邦憲法擁護庁 Bundesamt für Verfassungsschutz | 連邦内務省                       | ノルトライン＝ヴェストファーレン州、ケルン                                                          |
| BfJ      | 連邦司法庁 Bundesamt für Justiz | 連邦司法省                       | ノルトライン＝ヴェストファーレン州、ボン                                                            |
| BKA      | 連邦刑事庁 Bundeskriminalamt | 連邦内務省                       | ヘッセン州、ヴィースバーデン                                                                        |
| BKG      | 連邦地図測量庁 de:Bundesamt für Kartographie und Geodäsie | 連邦内務省                       | ヘッセン州、フランクフルト・アム・マイン                                                            |
| BND      | 連邦情報局 Bundesnachrichtendienst | 連邦首相府                       | バイエルン州、プラッハ・イム・イーザルタール                                                        |
| BPA      | 連邦政府報道情報局 de:Presse- und Informationsamt der Bundesregierung | 連邦首相府                       | ベルリンとボン                                                                                      |
| BSI      | 情報技術保全連邦庁 Bundesamt für Sicherheit in der Informationstechnik | 連邦内務省                       | ノルトライン＝ヴェストファーレン州、ボン                                                            |
| BSH      | 連邦海運・水路庁 de:Bundesamt für Seeschifffahrt und Hydrographie | 連邦交通・建設・都市開発省       | ハンブルク                                                                                          |
| BSU      | 海難調査局 de:Bundesstelle für Seeunfalluntersuchung | 連邦交通・建設・都市開発省       | |
| BSprA    | 連邦言語庁 de:Bundessprachenamt | 連邦国防省                       | ノルトライン＝ヴェストファーレン州、ヒュルト                                                        |
| BKartA   | 連邦カルテル庁 de:Bundeskartellamt | 連邦経済エネルギー省             | ノルトライン＝ヴェストファーレン州、ボン                                                            |
| BPjM     | 青少年有害メディア連邦検査局 de:Bundesprüfstelle für jugendgefährdende Medien | 連邦家庭・高齢者・女性・青少年省 | ノルトライン＝ヴェストファーレン州、ボン                                                            |
| BSA      | 連邦植物品種庁 de:Bundessortenamt | 連邦食糧・農業・消費者保護省     | ニーダーザクセン州、ハノーファー                                                                    |
| BVA      | 連邦保険庁 de:Bundesversicherungsamt | 主管：連邦労働社会省、他         | ノルトライン＝ヴェストファーレン州、ボン                                                            |
| BVA      | 連邦行政庁 de:Bundesverwaltungsamt | 連邦内務省                       | ノルトライン＝ヴェストファーレン州、ボン                                                            |
| BVL      | 連邦消費者保護食品安全庁 de:Bundesamt für Verbraucherschutz und Lebensmittelsicherheit | 連邦食糧・農業・消費者保護省     | ニーダーザクセン州、ブラウンシュヴァイク                                                            |
| BWDLZ    | 連邦軍業務センター de:Bundeswehr-Dienstleistungszentrum | 連邦国防省                       | 全国各地                                                                                            |
| BZgA     | 健康教育連邦中央機関 de:Bundeszentrale für gesundheitliche Aufklärung | 連邦保健省                       | ノルトライン＝ヴェストファーレン州、ケルン                                                          |
| BZSt     | 連邦中央税務庁 de:Bundeszentralamt für Steuern | 連邦財務省                       | ノルトライン＝ヴェストファーレン州、ボン                                                            |
| DPMA     | ドイツ特許商標庁 Deutsches Patent- und Markenamt | 連邦司法省                       | バイエルン州、ミュンヘン                                                                            |
| EBA      | 連邦鉄道庁 de:Eisenbahn-Bundesamt | 連邦交通・建設・都市開発省       | ノルトライン＝ヴェストファーレン州、ケルン                                                          |
| GDWS     | 水路水運総局 de:Generaldirektion Wasserstraßen und Schifffahrt | 連邦交通・建設・都市開発省       | ノルトライン＝ヴェストファーレン州、ボン                                                            |
| HK       | 海損コマンド de:Havariekommando - ドイツを含む沿岸諸国との共同機関 | 連邦政府機関と連邦州の合同       | ニーダーザクセン州、クックスハーフェン                                                              |
| HZA      | 中央税関 de:Hauptzollamt |                                  | 全国各地                                                                                            |
| IT-AmtBw | 連邦軍情報管理・情報技術庁 de:Bundesamt für Informationsmanagement und Informationstechnik der Bundeswehr | 連邦国防省                       | ラインラント＝プファルツ州、コブレンツ                                                              |
| KBA      | 連邦自動車庁 de:Kraftfahrt-Bundesamt | 連邦デジタル・交通省             | シュレースヴィヒ＝ホルシュタイン州、フレンスブルク                                                  |
| LBA      | 連邦航空庁 de:Luftfahrt-Bundesamt | 連邦交通・建設・都市開発省       | ニーダーザクセン州、ブラウンシュヴァイク                                                            |
| MAD      | 軍事保安局 Amt für den Militärischen Abschirmdienst | 連邦国防省                       | ノルトライン＝ヴェストファーレン州、ケルン                                                          |
| BNetzA   | 電気・ガス・通信・郵便・鉄道連邦ネットワーク庁 Bundesnetzagentur für Elektrizität, Gas, Telekommunikation, Post und Eisenbahnen | 連邦経済エネルギー省             | ノルトライン＝ヴェストファーレン州、ボン                                                            |
| DESTATIS | 連邦統計局 de:Statistisches Bundesamt | 連邦内務省                       | ヘッセン州、ヴィースバーデン                                                                        |
| UBA      | 連邦環境庁 Umweltbundesamt | 連邦環境・自然保護・原子力安全省 | ザクセン＝アンハルト州、デッサウ＝ロスラウ                                                          |
| WBV      | 防衛管区行政機関 de:Wehrbereichsverwaltung | 連邦国防省                       | WBV 北、ハノーファー WBV 西、デュッセルドルフ WBV 東、シュトラウスベルク WBV 南、シュトゥットガルト |
| WSV      | 連邦水利・水運管理局（de:Wasser- und Schifffahrtsverwaltung des Bundes） ベルリン水利・水運局（de:Wasser- und Schifffahrtsamt Berlin） ブレーメン水利・水運局（Wasser- und Schifffahrtsamt Bremen） トリーア水利・水運局（Wasser- und Schifffahrtsamt Trier） アシャッフェンブルク水利・水運局（Wasser- und Schifffahrtsamt Aschaffenburg） その他各地 | 連邦交通・建設・都市開発省       | |
| ZA       | 税関 de:Zollamt |                                  | |
| ZFA      | 税関調査庁 de:Zollfahndungsamt |                                  | |
| ZKA      | 税関刑事庁 de:Zollkriminalamt | 連邦財務省                       | ノルトライン＝ヴェストファーレン州、ケルン                                                          |
| ZKom     | 税関委員 de:Zollkommissariat |                                  | |

## 連邦機関
| 略称    | 名称 | 主務連邦省                             | 所在地                                                           |
| ------- | --- | -------------------------------------- | ---------------------------------------------------------------- |
| BaFin   | 金融市場連邦機関 de:Bundesanstalt für Finanzdienstleistungsaufsicht                                                         | 連邦財務省                             | ノルトライン＝ヴェストファーレン州、ボン                         |
| BAM     | 連邦材料試験研究所 de:Bundesanstalt für Materialforschung und -prüfung                                                      | 連邦経済エネルギー省                   | ベルリン                                                         |
| BAnstPT | ドイツ連邦郵便・電気通信・郵政連邦機関 de:Bundesanstalt für Post und Telekommunikation Deutsche Bundespost                  | 連邦財務省                             | ノルトライン＝ヴェストファーレン州、ボン                         |
| BASt    | 連邦道路研究所 de:Bundesanstalt für Straßenwesen                                                                            | 連邦交通・建設・都市開発省             | ノルトライン＝ヴェストファーレン州、ベルギッシュ・グラートバッハ |
| BA THW  | 技術救済連邦機関 de:Bundesanstalt Technisches Hilfswerk                                                                     | 連邦内務省                             | ノルトライン＝ヴェストファーレン州、ボン                         |
| BAuA    | 雇用保護・労働医学研究所 de:Bundesanstalt für Arbeitsschutz und Arbeitsmedizin                                              | 連邦労働社会省                         | ノルトライン＝ヴェストファーレン州、ドルトムント                 |
| BAW     | 連邦水路建設研究所 de:Bundesanstalt für Wasserbau                                                                           | 連邦交通・建設・都市開発省             | バーデン＝ヴュルテンベルク州、カールスルーエ                     |
| BDBOS   | デジタル無線・保安団体連邦機関 de:Bundesanstalt für den Digitalfunk der Behörden und Organisationen mit Sicherheitsaufgaben | 連邦内務省                             | ベルリン                                                         |
| BfArM   | 医薬品・医療機器連邦研究所 de:Bundesinstitut für Arzneimittel und Medizinprodukte                                           | 連邦保健省                             | ノルトライン＝ヴェストファーレン州、ボン                         |
| BfG     | 連邦水理研究所 de:Bundesanstalt für Gewässerkunde                                                                           | 連邦交通・建設・都市開発省             | ラインラント＝プファルツ州、コブレンツ                           |
| BfR     | 連邦リスク評価研究所 de:Bundesinstitut für Risikobewertung                                                                  | 連邦食糧・農業・消費者保護省           | ベルリン                                                         |
| BGR     | 地球科学・天然資源連邦機関 de:Bundesanstalt für Geowissenschaften und Rohstoffe                                             | 連邦経済エネルギー省                   | ニーダーザクセン州、ハノーファー                                 |
| BiB     | 連邦人口研究所 de:Bundesinstitut für Bevölkerungsforschung                                                                  | 連邦内務省                             | ヘッセン州、ヴィースバーデン                                     |
| BIBB    | 職業教育連邦研究所 de:Bundesinstitut für Berufsbildung                                                                      | 連邦教育・研究省                       | ノルトライン＝ヴェストファーレン州、ボン                         |
| BImA    | 不動産連邦機関 de:Bundesanstalt für Immobilienaufgaben                                                                      | 連邦財務省                             | ノルトライン＝ヴェストファーレン州、ボン                         |
| BISp    | 連邦スポーツ科学研究所 de:Bundesinstitut für Sportwissenschaft                                                              | 連邦内務省                             | ノルトライン＝ヴェストファーレン州、ボン                         |
| BLE     | 連邦農業食糧庁 de:Bundesanstalt für Landwirtschaft und Ernährung                                                            | 連邦食糧・農業・消費者保護省           | ノルトライン＝ヴェストファーレン州、ボン                         |
| bpb     | 連邦政治教育センター Bundeszentrale für politische Bildung                                                                  | 連邦内務省                             | ノルトライン＝ヴェストファーレン州、ボン                         |
| BvS     | 特別負託統一連邦機関 de:Bundesanstalt für vereinigungsbedingte Sonderaufgaben                                               | 連邦財務省                             | ベルリン                                                         |
| DAI     | ドイツ考古学研究所 de:Deutsches Archäologisches Institut                                                                    | 外務省                                 | ベルリン                                                         |
| DLZ-IT  | IT業務連邦機関 de:Bundesanstalt für IT-Dienstleistungen                                                                     | 連邦交通・建設・都市開発省             | テューリンゲン州、イルメナウ                                     |
| DNB     | ドイツ国立図書館 Deutsche Nationalbibliothek                                                                                | 文化・メディア連邦政府委員（文科大臣） | ライプツィヒとフランクフルト・アム・マイン                       |
| DWD     | ドイツ気象局 Deutscher Wetterdienst                                                                                         | 連邦交通・建設・都市開発省             | ヘッセン州、オッフェンバッハ・アム・マイン                       |
| JKI     | ユリウス・クーン研究所 de:Julius Kühn-Institut - 作物連邦研究センター                                                       | 連邦食糧・農業・消費者保護省           | ザクセン＝アンハルト州、クヴェードリンブルク                     |
| MRI     | マックス・ルブナー研究所 de:Max Rubner-Institut - 栄養・食糧連邦研究センター                                                | 連邦食糧・農業・消費者保護省           | バーデン＝ヴュルテンベルク州、カールスルーエ                     |
| PEI     | パウル・エールリヒ研究所 de:Paul-Ehrlich-Institut − ワクチン・バイオ医薬品連邦研究所                                        | 連邦保健省                             | ヘッセン州、ランゲン                                             |
| PTB     | 連邦物理工学研究所 de:Physikalisch-Technische Bundesanstalt                                                                 | 連邦経済エネルギー省                   | ベルリンとブラウンシュヴァイク                                   |
| RKI     | ロベルト・コッホ研究所 Robert Koch-Institut - 感染症・非感染性疾患連邦機関                                                  | 連邦保健省                             | ベルリン                                                         |
| THW     | 技術救済機関 de:Technisches Hilfswerk                                                                                       | 連邦内務省                             | ノルトライン＝ヴェストファーレン州、ボン＝レンクスドルフ         |
| vTI     | ヨハン・ハインリヒ・フォン・チューネン研究所 de:Johann Heinrich von Thünen-Institut - 農村地域・農林水産連邦研究所          | 連邦食糧・農業・消費者保護省           | ニーダーザクセン州、ブラウンシュヴァイク                         |

## 公営企業
| 略称     | 名称                                                                                       | 主務連邦官庁   | 所在地                                       |
| -------- | ------------------------------------------------------------------------------------------ | -------------- | -------------------------------------------- |
| BA       | 連邦雇用庁 de:Bundesagentur für Arbeit                                                     | 連邦労働社会省 | バイエルン州、ニュルンベルク                 |
| DRV-Bund | ドイツ年金保険連合 de:Deutsche Rentenversicherung Bund                                     | 連邦保険庁     | ベルリン                                     |
| DRV-KBS  | ドイツ鉱山労働者・鉄道員・船員年金保険 de:Deutsche Rentenversicherung Knappschaft-Bahn-See | 連邦保険庁     | ノルトライン＝ヴェストファーレン州、ボーフム |

## 連邦基金と連邦下級機関
36個ある連邦資産管理機関は連邦省と下級管理機関の間に存在している。これらは連邦財務局（de:Bundesfinanzdirektion）や防衛管区行政（de:Wehrbereichsverwaltung）などは連邦領内を区分する管区内にのみ権限を行使できる。
304個ある連邦下級機関は中央の主管官庁に属し、郡防衛補充事務所（de:Kreiswehrersatzamt）、水利・水運管理局（de:Wasser- und Schifffahrtsamt）、連邦軍業務センター（de:Bundeswehr-Dienstleistungszentrum）、中央税関（de:Hauptzollamt）などは小さな域内にて各種業務に従事している。
ドイツ連邦共和国基本法第83条により、基本法で明示・列挙されている事例を除いて通常の行政は州政府が実施することになっている。したがって、中間以下に置かれる下級連邦機関の設立については基本法に明示されたものを除けば、外交政策、財政、水路および水運、国境管理、情報評価、国家安全保障および犯罪捜査、連邦軍および鉄道航空問題に関する項目と同様のものに限られている。